# Mihalić Selo
Mihalić Selo es una localidad de Croacia en el ejido de la ciudad de Duga Resa, condado de Karlovac.

## Geografía
Se encuentra a una altitud de 155 m s. n. m. a 70,5 km de la capital nacional, Zagreb.

## Demografía
En el censo 2011, el total de población de la localidad fue de 81 habitantes.
| Gráfica de población de Mihalić Selo 1857-2011                      |
|                                                                     |
| Según los censos de población de la oficina estadística de Croacia. |